# Meiningen (Vorarlberg)
Pour les articles homonymes, voir Meiningen (homonymie).

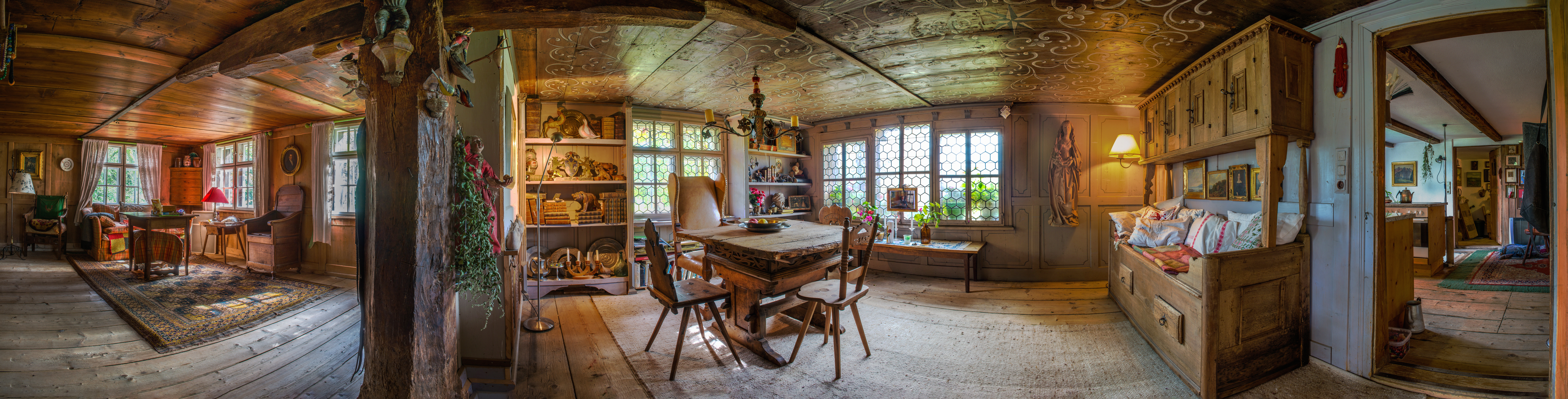
Intérieur d'une maison de fermier dite Siebers Hus, à Meiningen. Construite au XVIIe siècle, refaite au XVIIIe siècle, arrangement intérieur début XXe siècle. Photo octobre 2017.

Meiningen est une commune autrichienne du district de Feldkirch dans le Vorarlberg.